# Операція «Літні дощі»
Операція «Літні дощі» — кодова назва військової операції ЦАХАЛа в секторі Газа (червень-листопад 2006), відомої також як операція з порятунку капрала Гілада Шаліта.
25 червня 2006 палестинські бойовики з угруповання «Комітети народного опору» спільно з іншими угрупованнями захопили пораненого Гілада Шаліта з підбитого ними танка, що стояв на території дорожнього блокпоста. В той же день в Самарії, поблизу Шхема, бойовики угруповання «Батальйони Аль-Кудса» викрали 18-річного ізраїльського громадянина Еліягу Ашері, жителя поселення Ітамар.
Напередодні 24 червня ізраїльські командос вперше після виходу Ізраїлю з сектора Газа в вересні 2005 року, провели військову операцію в секторі і захопили Осаму і Мустафу Муамар, вважаючи їх бойовиками ХАМАСу. В ході застосування до братів Муамар «виняткових методів допиту», була отримана інформація про ймовірне захопленні солдатів, дислокованих поблизу сектора Газа, але запобігти підготовленій терористами операції ШАБАК і ЦАХАЛ не встигли.
В ніч з 27 на 28 червня Ізраїль почав військову операцію «Літні дощі». Авіація атакувала три мости в секторі Газа, для того щоб блокувати можливі переміщення бойовиків із заручником, електростанцію і водогін, після чого піхота і танки перетнули кордон з ПНА і увійшли в місто Рафах, де, за оперативними даними, мав перебувати Шаліт. 29 червня 2006 року було знайдено тіло вбитого Еліягу Ашері. У відповідь ізраїльські військові заарештували 64 члена ХАМАСу, в тому числі 8 міністрів уряду ПНА. Почалася блокада сектора Газа.
Посередницькі послуги в переговорах між Ізраїлем і палестинським урядом запропонував єгипетський президент Хосні Мубарак.

## Ультиматум ХАМАС Ізраїлю
Уряд ПНА, підконтрольний ХАМАСу, висунув ультиматум: Ізраїль повинен звільнити з в'язниць 1000 палестинських ув'язнених, а також жінок і підлітків молодше 18 років, до 6.00 ранку 4 липня, в іншому випадку «справа ізраїльського капрала буде закрита».

## Реакція влади Ізраїлю
«Життя солдата не може бути предметом торгу», — заявив Ехуд Ольмерт, відмовившись вести переговори про звільнення палестинських ув'язнених і припинення операції в Газі. «Якщо Гіладу Шаліту буде завдано шкоди, небеса впадуть на ХАМАС», — попередив міністр МВС Ізраїлю Роні Бар-Он.
В цей же час уряд Ольмерта звернувся за допомогою до адміністрації президента США Джорджа Буша. А керівник ізраїльського МЗС Ципі Лівні прибула з візитом до Москви, сподіваючись, що завдяки контактам з Дамаском російська влада вплине на Халеда Машаля — голову політбюро ХАМАСу, що знаходиться в Сирії. За даними ізраїльських спецслужб, саме Халед Машаль стоїть за викраденням Гілада Шаліта.
Гілад Шаліт був звільнений лише в жовтні 2011 року в обмін на 1027 палестинських ув'язнених, в тому числі, терористів, засуджених за вбивство сотень ізраїльтян.